# Jeremy Jay
Pour les articles homonymes, voir Jay.
Jeremy Jay est un chanteur-compositeur américain d'indie pop, auteur de cinq albums parmi lesquels A Place Where We Could Go en 2008 et Slow Dance en 2009.

## Carrière
Jeremy Jay a passé la majeure partie de son enfance à Los Angeles, avec une mère qui l'a initié à la culture française. Son premier disque, le Airwalker E.P sort chez K Records en 2007 : il y reprend les morceaux Angels on the Balcony de Blondie et Lunar Camel du groupe Siouxsie and the Banshees. Cet E.P est salué par Pitchfork. Son premier album A Place Where We Could Go, sort peu de temps après. Dans sa chronique, AllMusic décrit sa façon de chanter comme un mélange entre Gene Vincent, Morrissey et Alan Vega.
Slow Dance, en 2009 reçoit la faveur des Inrockuptibles. Le chanteur part ensuite en tournée, jouant dans d'importants festivals européens comme le Primavera Sound.
En 2010, Jay décrit son album Splash, comme « Pavement rencontrant Sonic Youth de la période Evol, le tout joué par Siouxsie Sioux ». De fait, comme le souligne le mensuel Magic, on y retrouve quelques tressaillements post-punk.
Un an plus tard, au printemps 2011, le chanteur publie un nouvel opus, Dreamy Diary. Après l'avoir comparé à David Bowie et Jonathan Richman, Thomas Bartel écrit dans Magic : « l’art de Jeremy Jay n’est jamais aussi éclatant que lorsqu’il pousse, comme ces orchidées sauvages, à l’ombre des passions les plus troubles et insondables ».
En 2014, Abandonned Apartments, reçoit la note de quatre étoiles sur 5 par le site Allmusic, pour « le surréalisme rêveur et sa pop ciselée ». Il compose aussi un titre Ghost Tracks pour la BO du film Grand Central. En novembre, Jay fonde un groupe éphémère appelé Dyspotian Violet avec lui au chant et plusieurs autres musiciens dont Frank Wright à la basse. Ils publient le titre The Mask. Jay et Wright décident ensuite d'opter pour un nouveau nom, Invisible Foxx. En mars et avril 2015, Invisible Foxx enregistrent en studio et en mai, ils publient en un album neuf titres, intitulé Monitor Mixx, via le site Bandcamp.
En mai 2018, Jeremy Jay publie un nouvel album Demons via le label espagnol El Segell Del Primavera: Demons comporte dix titres et paraît en vinyle et CD. Avec un titre comme Mama Never Told Me, il se dirige vers une musique avec un aspect plus sombre et mélancolique, des rythmes plus lents et des sons plus mystérieux. Demons sort aussi en vinyle LP via plusieurs sites officiels anglais dont celui de son propre studio Mystery Section.

## Discographie

### Albums
- A Place Where We Could Go (2008)[3]
- Slow Dance (2009)[5]
- Splash (2010)[7]
- Dreamy Diary (2011)[10]
- Abandoned Apartments (2014)[12]
- Demons (2018)[18]

### Singles et EP
- Dreamland (ep) 22-5-2007
- Airwalker (EP) 2007 [1]
- We were There (7")  4-09-2007 [19]
- Love Everlasting (vinyle 4 titres) 20-01-2009
- Breaking the Ice (7") 8-09-2009[20]
- Just Dial my Number (7" 45 T sur Sexbeat label) 2010[21]
- Covered in Ivy b/w Situations Said (téléchargement numérique)
- Sentimental Expressway b/w Later that Night (téléchargement numérique)
- Hallways and Splattered Paintings b/w Window Painted Black (téléchargement numérique)
- High Note (téléchargement numérique)
- Demons (téléchargement numérique)

### Autres apparitions
- Prudence (pour la BO du film Belle Epine) (2010)[22]
- Ghost Tracks (pour la BO du film Grand Central) (2013)